# Josef Hrejsemnou
Josef Hrejsemnou (28. května 1928, Zlín – 2. března 2010, Havířov) byl český architekt. Proslavil se zejména návrhem vlakového nádraží v Havířově a v blízké slovenské Čadci s dominujícími skleněnými plochami.

## Život

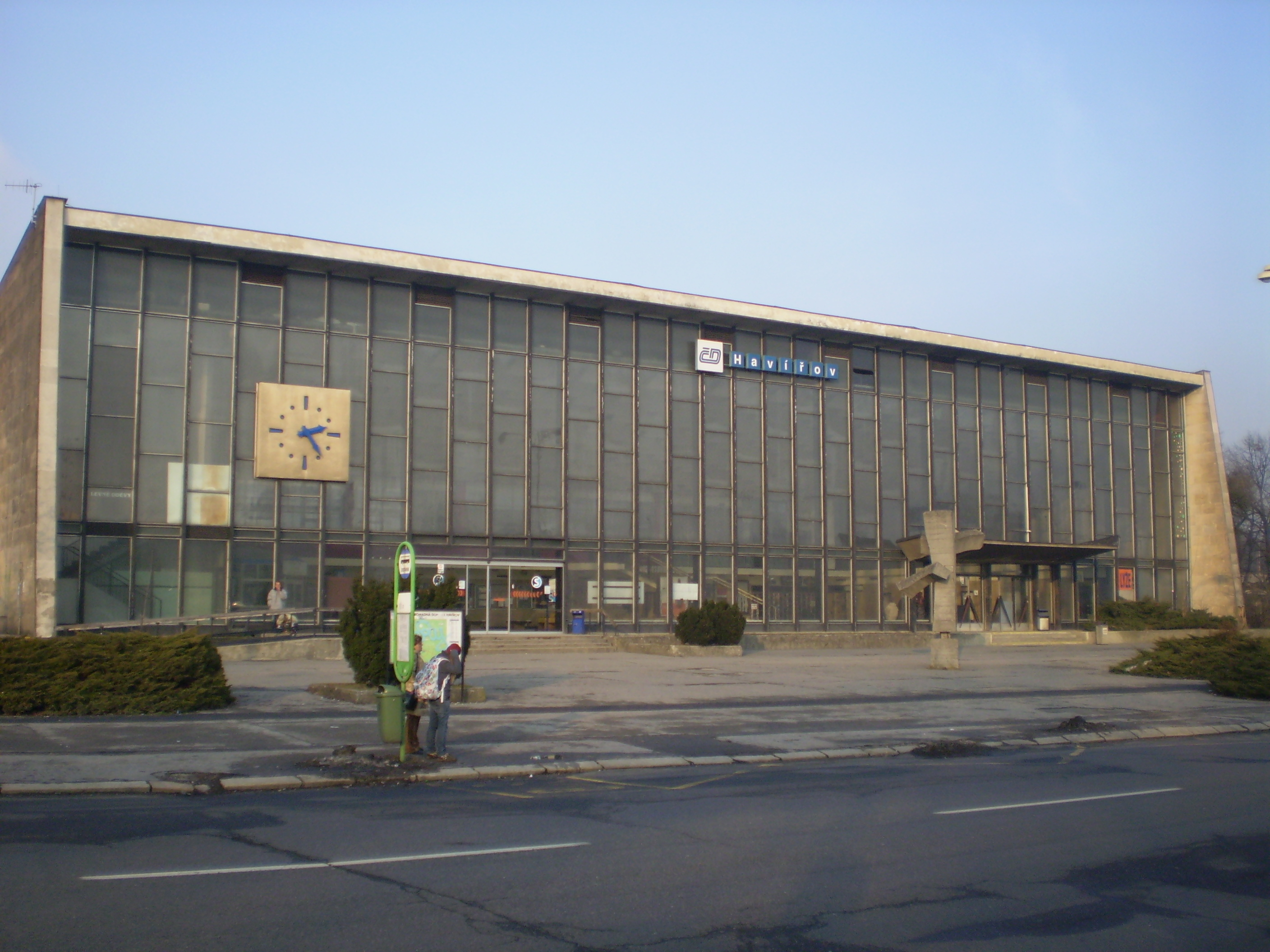
Nádraží v Havířově postavené podle návrhu architekta Josefa Hrejsemnou

Josef Hrejsemnou se narodil v roce 1928 ve Zlíně. V letech 1951–1957 studoval architekturu v Leningradu u sovětského architekta Igora Ivanoviče Fomina (syna významného ruského architekta Ivana Alexandroviče Fomina) na Instututu I. E. Repina.[zdroj?]
Po návratu ze Sovětského svazu byl zaměstnán ve Stavoprojektu Ostrava (1957–1964) a následně v Potravinoprojektu. V letech 1969–1989 pracoval pro Pozemní stavby Olomouc na havířovském pracovišti. Zemřel v Havířově v roce 2010.

## Dílo
Během studií měl Josef Hrejsemnou možnost sledovat tehdejší proměnu sovětské architektury, jež se projevovala odklonem od stalinského socialistického realismu, novou orientací na západní architekturu a také inspirací meziválečnou avantgardou. Na tvorbu architekta Hrejsemnou snad mohla mít vliv i prvorepubliková architektura jeho rodiště, baťovského Zlína.
V letech 1965–1969 bylo podle jeho návrhu z roku 1959 postaveno havířovské nádraží, které je považováno za ukázkový příklad tzv. bruselského stylu. Jednalo se o jeho první samostatnou práci.[zdroj?]
V Havířově se také podílel (spolu se Zdeňkem Špačkem a M. Didwiczem) na přesném rozmístění soch vůdců a neonových tabulí s agitačními hesly Za socialismus – za mír nebo Dnešní prací budujeme zítřek atd. Neony, vitríny a tabule byly po změně politického režimu odstraněny.[zdroj?]